# Asura sinica
Asura sinica är en fjärilsart som beskrevs av Moore 1877. Asura sinica ingår i släktet Asura och familjen björnspinnare. Inga underarter finns listade i Catalogue of Life.